# Al-'Amrah
Al-'Amrah (tiếng Ả Rập: العامرة al-'āmrah) là một ngôi làng Syria nằm ở Al-Ziyarah Nahiyah ở huyện Al-Suqaylabiyah, Hama. Theo Cục Thống kê Trung ương Syria (CBS), ngôi làng có dân số 575 người trong cuộc điều tra dân số năm 2004.